# ل روزل
ل روزل (به فرانسوی: Le Rozel) یک کمون در فرانسه است که در Canton of Pieux واقع شده‌است.

## خصوصیات
ل روزل ۵٫۵۲ کیلومترمربع مساحت و ۲۶۸ نفر جمعیت دارد و ۲۰ متر بالاتر از سطح دریا واقع شده‌است.